# Fyrnationsturneringen i bandy 1954
Fyrnationsturneringen i bandy 1954 spelades i Moskva i februari månad 1954, och vanns av Sverige. Turneringen kan räknas som en slags föregångare till VM. Länderna hade en del olika regler före turneringen. Regler jämkades ihop. Bland annat introducerades sargen i Norden.

## Matcher
- 24 februari 1954: Sovjetunionen-Finland 2-1 (0-1) Moskva, Sovjetunionen
- 24 februari 1954: Sverige-Norge 4-0 (1-0) Moskva, Sovjetunionen
- 26 februari 1954: Sovjetunionen-Norge 8-0 (6-0) Moskva, Sovjetunionen
- 26 februari 1954: Sverige-Finland 4-4 (3-2) Moskva, Sovjetunionen
- 28 februari 1954: Finland-Norge 2-0 Moskva, Sovjetunionen
- 28 februari 1954: Sverige-Sovjetunionen 2-1 (2-1) Moskva, Sovjetunionen

## Sluttabell
| Land          | P | V | O | F | GM | IM | P |  |
| ------------- | - | - | - | - | -- | -- | - |  |
| Sverige       | 3 | 2 | 1 | 0 | 10 | 5  | 5 |  |
| Sovjetunionen | 3 | 2 | 0 | 1 | 11 | 3  | 4 |  |
| Finland       | 3 | 1 | 1 | 1 | 7  | 6  | 3 |  |
| Norge         | 3 | 0 | 0 | 3 | 0  | 14 | 0 |  |

### Fotnoter
1. ↑  Claes-G. Bengtsson (23 november 2007). ”Sargens entré förändrade bandyn”. Svenska Bandyförbundet. Arkiverad från originalet den 28 mars 2016. https://web.archive.org/web/20160328074123/http://www.svenskbandy.se/NYHETER/CLASSESHISTORISKAHORNA/Aldrekronikor/Sargensentreforandradebandyn/. Läst 22 februari 2014.